# Gwendalyn Gibson
Gwendalyn Gibson (* 5. April 1999 in Ramona) ist eine US-amerikanische Mountainbikerin, die im Cross Country aktiv ist.

## Sportlicher Werdegang
Mit dem Mountainbikesport begann Gibson an der High School. 2016 wurde sie US-amerikanische Junioren-Meisterin im Cross-Country (XCO). 2017 begann sie, Rennen auf internationaler Ebenen zu fahren, blieb jedoch ohne nennenswerte Erfolge. Von 2018 bis 2021 fuhr Gibson in der U23, auch hier blieb sie unauffällig, ihre besten Platzierungen waren ein vierter Platz im U23-Weltcup und der neunte Platz bei den U23-Weltmeisterschaften im Cross-Country jeweils in der Saison 2021.
In der Saison 2022 startete Gibson im Weltcup erstmals in der Elite. Beim Heimrennen in Snowshoe gewann sie überraschend den Short Track (XCC) und erzielte damit ihren ersten Sieg bei einem Weltcup-Rennen. Ihre Leistung bestätigte sie eine Woche später im Weltcup als Zweite beim Short Track in Mont Sainte-Anne sowie mit dem Gewinn der Bronzemedaille im Short Track bei den Mountainbike-Weltmeisterschaften 2022.

## Erfolge
2016
- US-Meisterin (Junioren) – Cross-Country XCO

2021
- Weltmeisterschaften  – Short Track XCC
- ein Erfolg UCI-MTB-Weltcup – Short Track XCC